# Parhippolyte uveae
Parhippolyte uveae är en kräftdjursart som först beskrevs av Lancelot Alexander Borradaile 1900.  Parhippolyte uveae ingår i släktet Parhippolyte och familjen Hippolytidae. Inga underarter finns listade i Catalogue of Life.